# (1359) Prieska
(1359) Prieska est un astéroïde de la ceinture principale découvert le 22 juillet 1935 à Johannesbourg (UO) par l'astronome sud-africain Cyril V. Jackson.

## Historique
Sa désignation provisoire, lors de sa découverte le 22 juillet 1935, était 1935 OC.